# 短兵象棋
短兵象棋（Short assize），是歐洲中古世紀十二世紀出現在英國與法國，由波斯象棋演變而來。

## 規則

### 棋盤格式
同於國際象棋八乘八方格的棋盤。

### 棋子種類
棋子兵種有一王、一仕、兩象、兩馬、兩車、八兵。
王、馬、車分別同於國際象棋國王、騎士、城堡的走法，但無王車移位。仕同於波斯象棋維齊爾的走法，斜線走一格。象則同於沙特蘭茲中象的走法：斜跳至第二格，無塞象眼。兵與國際象棋的兵走法類似，但第一步不能選擇走兩格，也無吃過路兵。兵要升等只能升等為仕。

### 棋子配置
雙方的全部兵卒在底線數來第三列，等於傳統位置挪上一列。仕則與e行的兵同在一格，兩子移動時須分別移動，也不可移動後再聚在一格。若敵棋移動至尚未分離的仕兵，則後者兩子同時被俘。其餘棋子在己兵後面不固定。

### 勝利方式
以將死、僵死、或孤死對方王為勝。